# Luis José Velázquez de Velasco
Luis José Velázquez de Velasco (* 5. November 1722 in Málaga; † 7. November 1772 ebenda) war ein spanischer Historiker, Altertumswissenschaftler, Romanist und Hispanist.

## Leben und Werk
Velázquez studierte bei den Jesuiten in Granada und promovierte 1745 theologisch in Rom, entwickelte aber gleichzeitig breite geisteswissenschaftliche Interessen. 1748 ging er nach Madrid, wurde von Zenón de Somodevilla y Bengoechea, Marqués de la Ensenada  protegiert und 1751 in die Real Academia de la Historia aufgenommen, später auch in die Académie des Inscriptions et Belles-Lettres in Paris.  König Ferdinand VI. beauftragte ihn mit der Abfassung einer Staatsgeschichte.  Seine auf Anordnung des Marqués de la Ensenada unternommenen diesbezüglichen Forschungsreisen erbrachten eine reiche Materialsammlung, die bislang unveröffentlicht ist. Unter dem neuen König  Karl III. fiel er, 1754 seines Protektors beraubt, in Ungnade und wurde 1764 ein erstes Mal verhaftet, dann von 1766 bis kurz vor seinem Tod gefangen gesetzt.
Velázquez schrieb die erste spanische Literaturgeschichte (Orígenes de la poesía castellana, 1754). Von Johann Andreas Dieze  übersetzt und reich kommentiert (1769), entfaltete sie im deutschen Geistesleben erhebliche Wirkung.

## Werke
- Ensayo sobre los alphabetos de las letras desconocidas que se encuentran en las mas antiguas medallas y monumentos de España, Madrid 1752
- Orígenes de la poesía castellana, Málaga 1754, 1797 (deutsch bearbeitet durch Johann Andreas Dieze): Geschichte der Spanischen Dichtkunst,  Göttingen 1769, 555 Seiten
- Conjeturas sobre las medallas de los reyes godos y suevos de España, Málaga 1759, Madrid 1977
- Anales de la nación española...hasta la entrada de los romanos: sacados...de los escritores originales y monumentos contemporáneos, Málaga 1759
- Noticia del viaje de España hecho por orden del Rey y de una nueva historia general de la nación desde el tiempo más remoto hasta el año 1516, sacado únicamente de los escritores y monumentos originales y contemporáneos, con la colección universal de estos mismos escritores y monumentos recogidos en este viaje, Madrid 1765, Oviedo 1989
- Colección de documentos de la Historia de España hasta 1516, 30 Bde. (Manuskript)